# Медрасен
Медра́сен (фр. Medracen, араб. إيمدغاسن‎, Имедгасен) — нумидийская усыпальница III века до нашей эры, расположенная на территории муниципалитета Бумия в вилайете Батна (Алжир). Это самая старая королевская усыпальница в Магрибе.

## Строение
Усыпальница представляет собой круглое сооружение высотой 18,5 метров и диаметром 59 метров. Его окружность включает 60 колонн с дорическим ордером.

## Название
Первое известное описание мавзолея принадлежит андалузскому историку XI века Аль-Бакри, утверждавшему, что название Медрасен происходит от имени захороненного в нём нумидийского царя Мадруса. В XIV веке Ибн Хальдун утверждал, что Мадрус или Мадгус — название берберского племени, обитавшего в горах Орес и давшего имя мавзолею. Французские учёные XIX века, начавшие изучение усыпальницы, выдвинули ряд версий по поводу её названия: некоторые полагали, что оно образовано от какого-то родового имени (приписывая к этому роду и царя Массиниссу), другие видели в нём халдейское слово «медур» со значением «круглое жилище».

## Современное состояние
Медрасен в 2002 году был представлен для включения в Список всемирного наследия.